# Abbaye de Penthemont
L’abbaye de Penthemont, ancien monastère de moniales augustines, se situe à Paris (7e arrondissement), nos 37-39 rue de Bellechasse et nos 104-106 rue de Grenelle. La chapelle est accordée en 1802 par Napoléon Bonaparte aux protestants réformés, et devient le temple protestant de Pentemont. La paroisse est aujourd'hui membre de l'Église protestante unie de France, et possède également le temple protestant de Luxembourg.

## Histoire

### De Beauvais à Paris
L’abbaye cistercienne de Penthemont est fondée en 1217 par l’évêque Philippe de Dreux aux environs de Beauvais entre le mont Saint-Symphorien et la rivière d’Avelon. Comme beaucoup d’établissements féminins au XVIIe siècle elle est déplacée à Beauvais intra-muros en 1646, où le couvent est victime d'une inondation en 1670. L’abbesse Hélène de Constantin de Tourville, sœur du maréchal de Tourville, entreprend alors de s’implanter à Paris. Après avoir obtenu des lettres patentes du roi, l’autorisation de l’abbé de Cîteaux, de l’évêque de Beauvais, de l’archevêque de Paris et de l’abbé de Saint-Germain-des-Prés, l’abbaye s’installe en 1672 dans l’ancien couvent des Augustines de l'ordre du Verbe incarné, créé en 1643 et supprimé 29 ans plus tard. Madame de Tourville y meurt en 1715 et est enterrée dans la chapelle.
L'établissement avait vocation à accueillir des jeunes filles de la haute société et à servir de lieu de retraite pour des dames de qualité. Louise-Adélaïde de Bourbon-Condé y fait ses études. Joséphine de Beauharnais y séjourne quelque temps alors qu'elle plaidait en séparation contre son premier mari Alexandre de Beauharnais. Louise d'Esparbès de Lussan, comtesse de Polastron et future maîtresse du comte d'Artois, y est placée par sa famille qui la trouvait trop jeune (quinze ans) pour vivre avec son jeune mari de dix-huit ans. On y menait une vie sociale et culturelle active et les grilles, peu dissuasives, s'entrouvraient cependant pour celles qui voulaient se rendre à des activités dans « le monde ».

### Reconstruction de l'abbaye

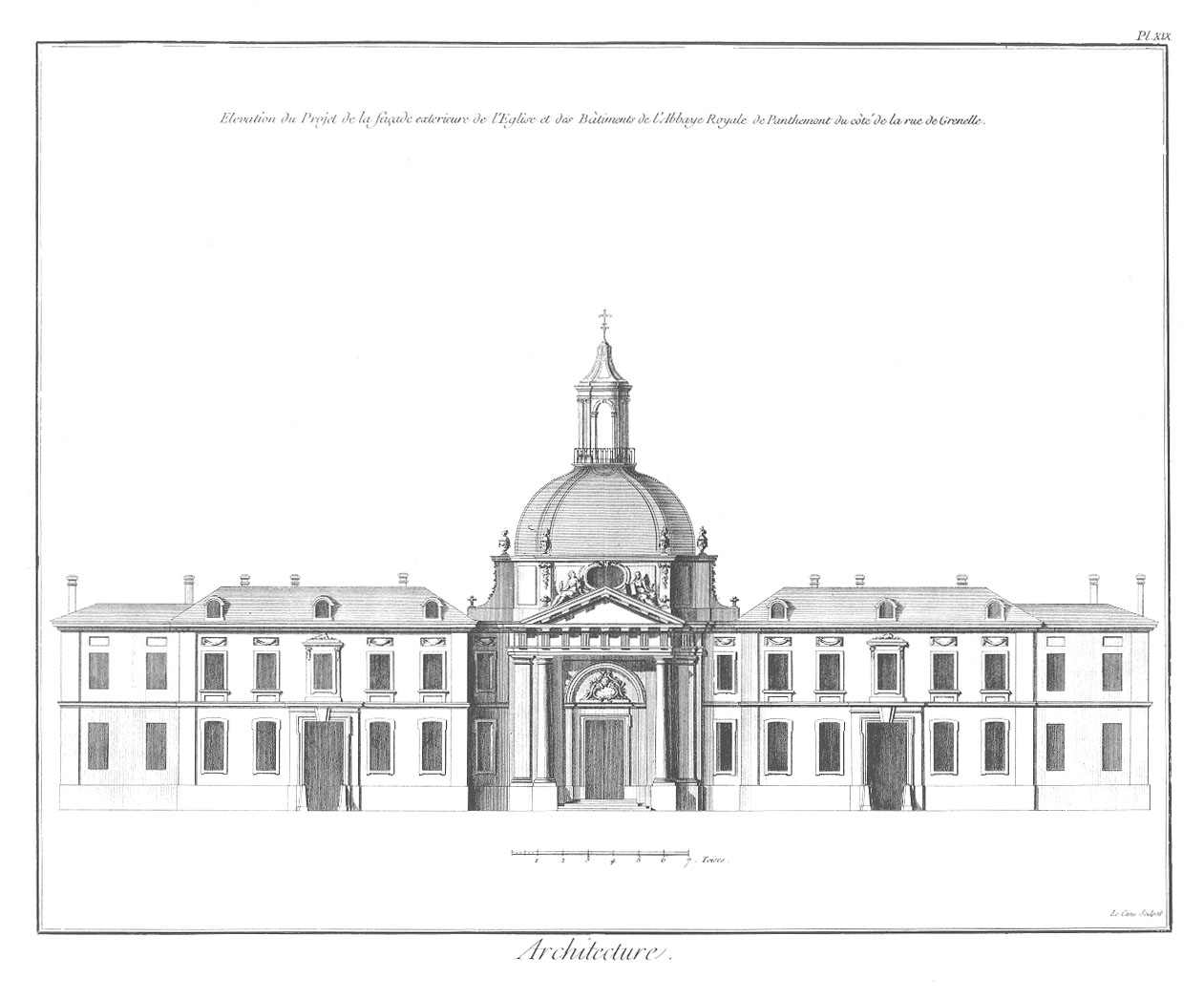
Projet de Franque. Élévation sur la rue de Grenelle.

Au début du XVIIIe siècle, les bâtiments hérités des Augustines étaient vétustes et trop exigus.
Marie-Catherine de Béthizy de Mézières (fille d'Eugène de Béthizy de Mézières), qui fut nommée abbesse, en 1743, décida de reconstruire entièrement le complexe conventuel. Plusieurs architectes furent sollicités : Blondel a publié dans l’Encyclopédie un projet de François II Franque, mais c'est Pierre Contant d'Ivry qui fut retenu.
La première pierre fut posée en 1747, mais les fonds ne cessèrent de manquer, malgré les dons du Dauphin, ceux d'Armand-Gaston de Rohan-Soubise, cardinal-archevêque de Strasbourg, et les apports personnels de l'abbesse.
Les travaux s'étalèrent quasiment jusqu'à la Révolution et furent continués après la mort de Contant, en 1777, par un nommé Petit.
Le projet finalement exécuté est moins somptueux que celui que Contant a publié dans ses Œuvres en 1769.
Les constructions se composent d'une chapelle, ouvrant sur la rue de Grenelle et, en arrière, d'un ample bâtiment abbatial ordonné autour d'une cour, ouvrant aujourd'hui, par son côté, sur la rue de Bellechasse.

### Caserne de Penthemont

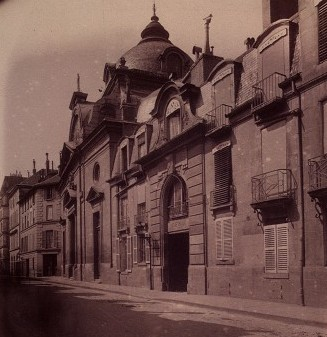
Façade du temple rue de Grenelle en 1898.

L'abbaye est supprimée en 1790, et les bâtiments deviennent propriété nationale.
Le 3 décembre 1802, le Premier consul Bonaparte accorde par décret la chapelle au Consistoire réformé de Paris, avec deux autres anciennes églises catholiques, l'église du couvent de la Visitation Sainte-Marie - qui devient le temple protestant du Marais - et l'église Saint-Louis-du-Louvre, que les protestants louent depuis le début de la Révolution - et qui déménage en 1811 au temple protestant de l'Oratoire du Louvre.
Mais en 1803, le couvent de Penthemont est transformé en caserne, caserne de Penthemont, également appelée Caserne de Bellechasse, pour la garde nationale, puis pour la garde impériale sous l'Empire, et pour les Cent Gardes sous le Second Empire. La chapelle est vidée de tout son mobilier et entresolée pour servir d'entrepôts. En dépit des protestations du Consistoire réformé de Paris, elle reste occupée par l'armée jusqu'en 1843. 
Après cette date, le reste des bâtiments conserve son affectation militaire. En 1915, ils furent mis à la disposition du service des pensions du ministère de la Guerre. Ils abritent par la suite le ministère des Anciens combattants. En 2014, l'abbaye est vendue par l'État à une société foncière en prévision du déménagement des services de la Défense à Balard. Les services de l'État louent les bâtiments jusqu'à leur départ. Le cabinet du secrétaire d'État aux Anciens combattants emménage dans l'hôtel de Brienne, aux côtés du ministre.
En janvier 2019, après trois ans de travaux, la société Yves Saint Laurent y installe son siège,,. Il ne reste quasiment rien des aménagements intérieurs originaux, en dehors de quelques éléments de décor dans l'ancien logis abbatial. On remarque surtout le vestibule et la cage du grand escalier (détruit) ainsi que l'avant-corps central sur le jardin.

### Temple protestant de Penthemont

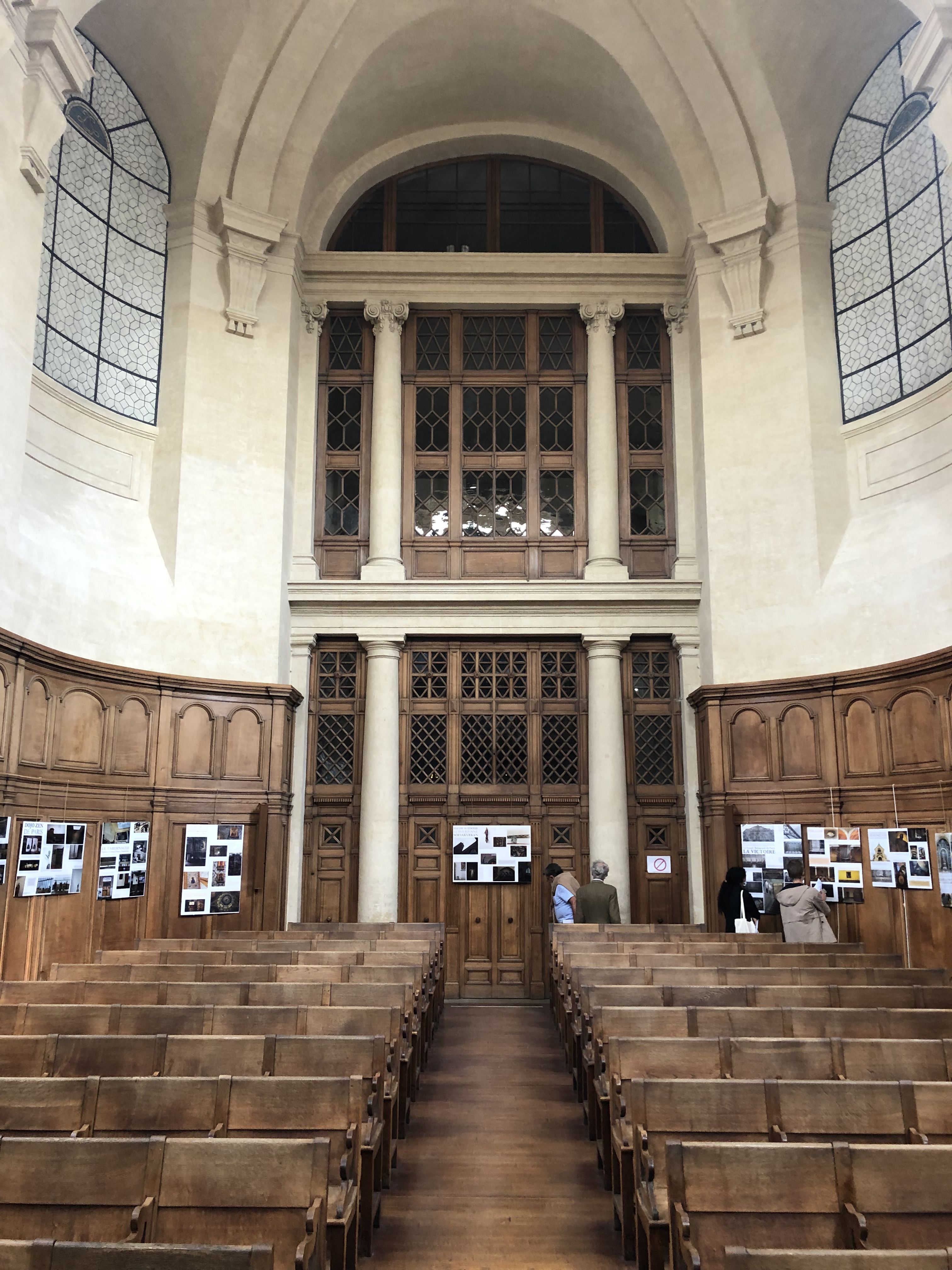
La nef et le chœur des religieuses du temple protestant de Pentemont.

En 1843, l'église est consacrée au culte réformé,. La chapelle est alors réaménagée par l'architecte protestant Victor Baltard, responsable de l'entretien des églises de Paris. Le temple est inauguré le 8 novembre 1846, par le président du Consistoire Henri François Juillerat, en présence du ministre des Affaires étrangères, le protestant François Guizot, accompagné du ministre des Cultes et préfet de la Seine Claude-Philibert Barthelot de Rambuteau.
En 1847, le facteur d'orgue Cavaillé-Coll installe un orgue, toujours en place.

## Architecture

### La chapelle

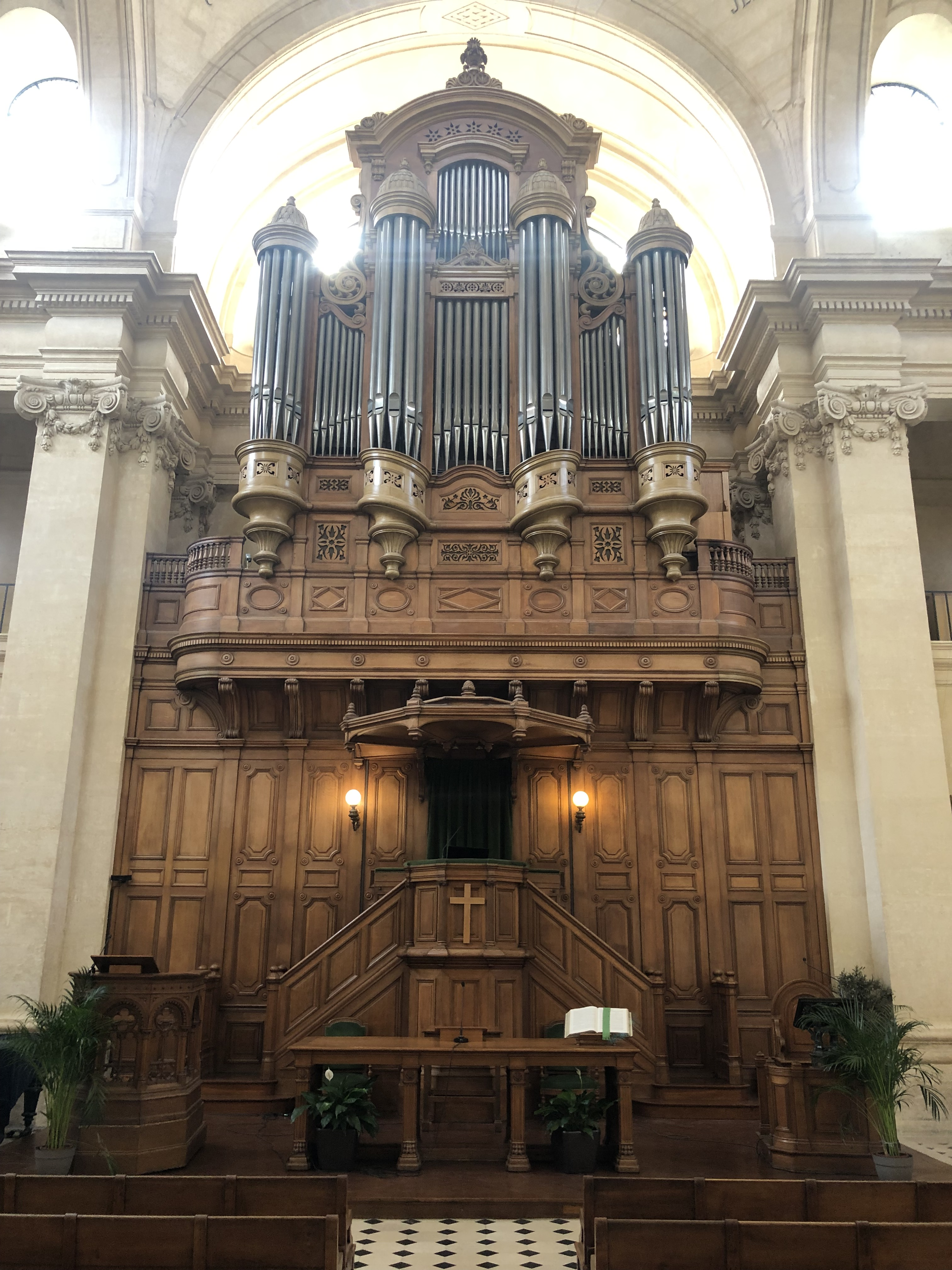
L'intérieur du temple de Pentemont et son orgue Cavaillé-Coll.

La première pierre de la chapelle fut posée par le Dauphin en 1753. Elle fut bénie en 1756 et achevée en 1766.
La chapelle comporte une nef de plan centré surmonté d'une coupole, puis le chœur des religieuses, de plan allongé, enfin une tour qui comprenait un arrière-chœur en rez-de-chaussée, un oratoire au premier étage, et sans doute un clocher en partie haute. La coupole est construite suivant la technique de la voûte sarrazine, introduite dans le nord de la France par Contant d'Ivry.
En 1844, la chapelle a été transformée en temple protestant par Victor Baltard. Pour installer le buffet d'orgue, il a condamné la porte sur la rue de Grenelle et transformé en portes les deux fenêtres latérales. Il a supprimé le maître-autel situé entre la nef et le chœur des religieuses, ainsi que l'arc de triomphe qui le surmontait et l'orgue primitif, situé au-dessus du maître-autel, et les autels secondaires situés aux deux extrémités du transept.
L'orgue, livré en 1846, est dû à Aristide Cavaillé-Coll.

## Protections
L'ancienne abbaye bénéficie de multiples protections au titre des monuments historiques : classements en 1983 et 2013, inscriptions en 1983 et 1992.

## Liste des abbesses de Penthemont
- 1219-1236 : Agnès, première prieure
- 1236-1264 : Marguerite I, première abbesse
- 1264-12?? : Isabelle
- 12??-12?? : Ide
- 12??-1300 : Marie I
- 1300-1358 : Marguerite II
- 1358-1375 : Marguerite III de Vuault
- 1375-1415 : Marguerite IV de Rinceville
- 1415-1428 : Henriette
- 1428-1441 : Marthe Maquerelle
- 1441-1479 : Nicole
- 1479-1496 : Marguerite V
- 1496-1516 : Anne I du Castel
- 1516-1521 : Marguerite VI Trisel
- 1521-1530 : Anne II
- 1530-1552 : Huguette de Creilly ou de Creil[12]
- 1552-1562 : Françoise I Ogier de Berry
- 1562-1567 : Françoise II de Fontaines
- 1567-1568 : Catherine I Loisel de Flambermont
- 1568-1586 : Marguerite VII Loisel de Flambermont
- 1586-1623 : Catherine II de Guiverlay
- 1623-1633 : Charlotte I de Cavoye
- 1633-1641 : Jeanne I Thierry
- 1641-1644 : Jeanne II Ogier de Berry
- 1644-1667 : Françoise III Le Charon
- 1667-1715 : Hélène de Costentin de Tourville
- 1715-1719 : Charlotte II de Colbert-Croissy
- 1719-1743 : Marie II Anne-Bénigne-Constance-Julie de Rohan-Guéménée
- 1743-1790 : Marie III Catherine de Béthizy de Mézières

## Source
- A.M. Le Fèvre prêtre de Paris et bachelier en théologie, Calendrier historique et chronologique de l'Église de Paris, 1747.